# Gonda Kata
Gonda Kata (Szeged, 1990. szeptember 5. –) magyar színésznő, táncművész.

## Életpályája
Gyermekkorát Martfűn töltötte. Két évig a szolnoki Varga Katalin Gimnáziumban tanult, majd 17 évesen Budapestre költözött és a Madách Imre Gimnáziumban érettségizett. Mellette a Földessy Margit Drámastúdióban is tanult. Érettségi után a Magyar Táncművészeti Főiskola táncos és próbavezető szakát végezte el. 
2008–2009-ben a Barátok közt szereplője volt, ahol Csifó Dorinát váltotta. 2010–2015 között a Kaposvári Egyetem színművész szakos hallgatója volt. 2015–2016-ban független produkciókban szerepelt, majd 2016–2020 között a szombathelyi Weöres Sándor Színház tagja volt. 2021-ben házasságot kötött Kenderes Csaba színésszel.

## Fontosabb színházi szerepei
- William Shakespeare: Ahogy tetszik... Phébe
- William Shakespeare: Vízkereszt vagy bánom is én... Viola
- William Shakespeare: Titus Andronicus... Lavinia, Titus lánya
- Anton Pavlovics Csehov: Három lány (Három nővér)... Natasa
- Nyikolaj Vasziljevics Gogol: A revizor... Alina Fjodorovna Zemszkaja, jegyző
- Arthur Miller: A salemi boszorkányok... Betty Paris
- Eduardo De Filippo: Nem fizetek!... Stella
- Georges Feydeau: Kis hölgy a Maximból... Mignonne, bártáncosnő
- Szigligeti Ede – Mohácsi István – Mohácsi János: Liliomfi... Erzsi, a fogadós tűzrőlpattant lánya
- Szép Ernő: Vőlegény... Kornél
- Heltai Jenő – Johann Nepomuk Nestroy: Lumpáciusz Vagabundusz... Fánika; Bébi; Hopmester
- Horváth Péter – Presser Gábor – Sztevanovity Dusán: A padlás... Süni
- Várkonyi Mátyás – Miklós Tibor: Sztárcsinálók... Poppea
- Bakonyi Károly – Mohácsi István – Mohácsi János: Mágnás Miska... Rolla

## Filmes és televíziós szerepei
- Barátok közt (2008–2009) ...Temesvári Noémi
- Karádysokk (2011) ...Petra
- Hacktion: Újratöltve (2014) ...Ipoly Vera
- Keresztanyu (2021–2022) ...Viktorija Sukorov
- Apatigris (2021) ...fiatal nőcske
- Nagykarácsony (2021) ...Donkey anyukája
- Brigi és Brúnó (2023) ...eladó